# Metabolon
Metabolon – tymczasowy, funkcjonalny kompleks enzymatyczny, składający się z niekowalencyjnie związanych enzymów szlaku metabolicznego. Fizyczne połączenie enzymów, katalizujących następujące po sobie reakcje, ułatwia substratowi pokonanie drogi pomiędzy dwoma centrami aktywnymi. Produkt reakcji katalizowanej przez pierwszy enzym, przekazywany jest jako substrat do miejsca aktywnego drugiego enzymu, gdzie katalizowana jest kolejna reakcja. Przykładem może być kompleks dehydrogenazy pirogronianowej oraz kompleks dehydrogenazy α-ketoglutaranowej, których takie rozmieszczenie zwiększa wydajność cyklu kwasu cytrynowego.  Po raz pierwszy zaproponował ten termin Paul Srere w 1987 roku.